# روبرت سوانسون
روبرت سوانسون (بالإنجليزية: Robert A. Swanson) (و. 1947 – 1999 م) هو ولد في الولايات المتحدة .
توفي عن عمر يناهز 52 عاماً.

## التعليم
تعلم في كلية سلوان للإدارة لمعهد ماساتشوستس للتكنولوجيا، ومعهد ماساتشوست للتكنولوجيا

## جوائز
حصل على جوائز منها:
- قلادة العلوم الوطنية الأمريكية في مجال التكنولوجيا والإبتكار.